# Túpolev Tu-8
El Túpolev Tu-8, con designación 69 de la Oficina de Diseño (OKB) Túpolev, fue una versión de largo alcance del bombardero medio soviético Túpolev Tu-2, que voló por primera vez después del final de la Segunda Guerra Mundial. Fue cancelado cuando el prototipo demostró ser inestable y estructuralmente defectuoso, y sus generadores no fueron lo suficientemente potentes como para mover sus torretas artilladas. Con la llegada de los bombarderos a reacción, los planificadores militares soviéticos decidieron que simplemente no valía la pena dedicarle los recursos necesarios para arreglar sus numerosos problemas.

## Desarrollo
Después del fin de la Segunda Guerra Mundial, la Oficina de Diseño Túpolev decidió continuar su desarrollo de variantes de largo alcance del Tu-2, que había comenzado con el poco exitoso Tu-2D durante la guerra. Designado internamente como avión 69, fue planeado inicialmente para que usara los nuevos motores radiales Shvetsov M-93, pero se cambió al Shvetsov ASh-82M cuando el motor M-93 fue retrasado. Estaba armado con cañones Berezin B-20 de 20 mm en los montajes existentes. El morro del fuselaje fue completamente revisado en respuesta a las quejas de la VVS sobre el Tu-2. Al navegador se le dotó de un asiento y el morro fue extensamente acristalado para mejorar su visión. La cabina fue revisada para sentar a los pilotos lado a lado en lugar de en tándem, y al artillero ventral también se le dotó de un asiento. La revisión del morro provocó que se le agrandaran las colas gemelas para compensar la mayor área por delante del centro de gravedad.
Las torretas artilladas del armamento defensivo eran eléctricas y al artillero ventral se le dotó de una torreta controlada remotamente. Apuntaba la torreta mediante prominentes abultamientos situados en el fuselaje trasero. El copiloto podía girar su asiento 180° y manejar un cañón B-20 instalado en la parte trasera del compartimento del piloto. El Tu-8 estaba equipado con una mira OPB-4S de tipo Norden y su carga de bombas máxima se había incrementado hasta los 4500 kg. Fue ideado para poder llevar minas y torpedos en su servicio con la Aviación Naval Soviética.
Este concepto fue aprobado por el Consejo de Ministros el 11 de marzo de 1947. El prototipo de torpedero ANT-62T fue modificado como prototipo del Tu-8. Los motores ASh-82FN del avión fueron retenidos en lugar de usar los ASh-83M planeados originalmente. Voló por primera vez el 24 de mayo de 1947 y se mantuvo realizando pruebas del fabricante hasta el 20 de abril de 1948. Estas pruebas se prolongaron debido a las numerosas dificultades experimentadas, especialmente con el armamento defensivo. Comenzó las pruebas del Estado el 23 de agosto del mismo año, que duraron hasta el 30 de noviembre. El informe del NII VVS (en ruso: Научно-Исследовательский Институт Военно-Воздушных Сил, Nauchno-Issledovatel'skiy Institut Voyenno-Vozdushnykh Sil, Instituto de Pruebas Científicas de la Fuerza Aérea) fue desfavorable:

Las prestaciones no se ajustaban con las directivas declaradas en la Directiva Gubernativa para el desarrollo del avión. La máquina era inestable en todas las posiciones normales del centro de gravedad, las alas y el tren de aterrizaje no eran lo suficientemente fuertes, el armamento defensivo demostró ser menos que efectivo debido a la potencia inadecuada proporcionada por los generadores a los montajes artillados, y los equipos de deshielo y alumbrado eran inadecuados, por lo que restringían las operaciones del avión con mal tiempo.

Túpolev realizó propuestas no solicitadas de variantes, incluyendo el Tu-8B con motores Mikulin AM-42 y el Tu-8S con motores diésel Charomski ACh-30BF, pero ninguna fue aceptada. Los planificadores militares soviéticos habían decidido dedicar los recursos al desarrollo de los bombarderos a reacción, como el Túpolev 73, que ya estaba volando, y que mostraban mucho más potencial que los aviones de motor de pistón.

## Variantes
Tu-8 (69)
Versión inicial, propulsada por motores radiales.
Tu-8B
Tu-8 propulsado por motores en línea Mikulin AM-42.
Tu-8S
Tu-8 propulsado por motores diésel Charomskiy ACh-30BF.
72
Versión a reacción propulsada por motores Rolls-Royce Nene I, a la que se le dio la designación oficial Tu-18 2 x Nene I.

## Especificaciones
Referencia datos: Gordon, OKB Tupolev: A History of the Design Bureau and its Aircraft

### Características generales
- Tripulación: Tres
- Longitud: 14,6 m (47,9 ft)
- Envergadura: 22,1 m (72,4 ft)
- Altura: 5,2 m (16,9 ft)
- Superficie alar: 61,3 m² (659,4 ft²)
- Peso cargado: 14 250 kg (31 407 lb)
- Planta motriz: 2× motor radial de 14 cilindros en dos filas refrigerado por aire Shvetsov ASh-82FN.
  - Potencia: 1380 kW (1903 HP; 1877 CV) cada uno.
- Hélices: Cuatripala de velocidad constante

### Rendimiento
- Velocidad máxima operativa (Vno): 507 km/h (315 MPH; 274 kt)
- Alcance: 4100 km (2214 nmi; 2548 mi)
- Techo de vuelo: 7650 m (25 098 ft)

### Armamento
- Cañones: 

  - 5x Berezin B-20 de 20 mm
- Bombas: Hasta 4500 kg

## Aeronaves relacionadas

### Secuencias de designación
- Secuencia Tu-_ (interna de Túpolev): ← Tu-2 - Tu-4 - Tu-6 - Tu-8 - Tu-10 - Tu-12 - Tu-14 - Tu-16 - Tu-18 - Tu-20/Tu-95 - Tu-22 - Tu-22M/Tu-26 -- 69 - Tu-70 - Tu-72 (I) - Tu-72 (II) - 73 - 74 - Tu-75 →